# Amped: Freestyle Snowboarding
Amped: Freestyle Snowboarding es un videojuego de snowboarding exclusivo de Xbox. 
Lanzado durante el lanzamiento de la Xbox, Amped es un videojuego snowboarding centrado en los trucos. Este juego ha competido con SSX de PlayStation 2 que fue lanzado en el 2000. El éxito de Amped fue solidificado por el lanzamiento acertado de las consecuencias: Amped 2 y Amped 3. 
Utilizando la impulsión dura de la Xbox, Amped permitió que las montañas enteras sean cargadas simultáneamente, también permitió que los funcionamientos del free-style fueran modelados en recursos verdaderos.
El juego también incluye los hombres de nieve que debes de pulsar abajo para avanzar tu carácter del modo de la carrera que exploras.

## Secuelas
- Amped 2
- Amped 3